# إف. دبليو. كينيون
إف. دبليو. كينيون (بالإنجليزية: F. W. Kenyon)‏ (6 يوليو 1912 - 6 فبراير 1989)؛ روائي نيوزيلندي.